# Municipio de Trivoli (Illinois)
El municipio de Trivoli (en inglés: Trivoli Township) es un municipio ubicado en el condado de Peoria en el estado estadounidense de Illinois. En el año 2010 tenía una población de 1021 habitantes y una densidad poblacional de 10,96 personas por km².

## Geografía
El municipio de Trivoli se encuentra ubicado en las coordenadas 40°39′55″N 89°55′56″O / 40.66528, -89.93222. Según la Oficina del Censo de los Estados Unidos, el municipio tiene una superficie total de 93.15 km², de la cual 93,01 km² corresponden a tierra firme y (0,15 %) 0,14 km² es agua.

## Demografía
Según el censo de 2010, había 1021 personas residiendo en el municipio de Trivoli. La densidad de población era de 10,96 hab./km². De los 1021 habitantes, el municipio de Trivoli estaba compuesto por el 97,55 % blancos, el 0,29 % eran afroamericanos, el 0,1 % eran amerindios, el 0,1 % eran asiáticos, el 0,49 % eran de otras razas y el 1,47 % eran de una mezcla de razas. Del total de la población el 1,47 % eran hispanos o latinos de cualquier raza.